# Milton (South Uist)
Milton (gälisch Airidh-Mhuilinn) ist der Name eines Pachthofes auf der Insel South Uist in den Äußeren Hebriden in Schottland. Er gilt als einer der möglichen Geburtsorte der jakobitischen Heldin Flora MacDonald (1722–1790). Außerdem soll sie hier einen Teil ihrer Kindheit verbracht haben. Allerdings gibt es mittlerweile Zweifel daran, dass Flora MacDonald hier geboren wurde oder hier länger gelebt hat.
Ein ihr gewidmetes Denkmal steht bei den Resten der Ortschaft.
In Milton finden sich zudem Ruinen sogenannter Blackhouses, die laut Ausgrabungen in der Zeit zwischen 1790 und 1830 bewohnt gewesen sein sollen.

## Weblink
- Informationen zu Milton, dem Denkmal und die Zweifel an Milton als Geburtsort von Flora MacDonald